# Waldeck Rochet
Pour les articles homonymes, voir Waldeck et Rochet.
Ne doit pas être confondu avec Pierre Waldeck-Rousseau.
Waldeck Rochet est un homme politique français, né le 5 avril 1905 à Sainte-Croix (Saône-et-Loire) et mort le 15 février 1983 à Nanterre (Hauts-de-Seine). Il est élu député du département de la Seine, lors des élections de 1936, et dès lors il est constamment réélu jusqu'en 1968, soit dans son département d'origine, la Saône-et-Loire, soit en région parisienne, dans la Seine, puis en Seine-Saint-Denis.
Il fonde en 1937 un organe de presse hebdomadaire à destination du monde agricole, La Terre, auquel son nom a été longtemps attaché comme directeur.
Membre des instances nationales de direction du Parti communiste français dès le Front populaire, il est le successeur de Maurice Thorez, à la mort de celui-ci, en 1964, au secrétariat général du parti. Il exerce, dans les faits, cette fonction jusqu'en 1969.

## Biographie

### Origines et formation
Né à Sainte-Croix, village de la Bresse bourguignonne — dont il garde l'accent toute sa vie —, Waldeck, Émile Rochet est le deuxième fils de François Rochet, « sabotier aubergiste » et de Marie Fort, ménagère. Sa mère était native de Louhans, son père est originaire de l'Ain ou de Lyon. Le père, républicain, admirateur de Jean Jaurès, prénomme son second fils Waldeck en hommage à Pierre Waldeck-Rousseau. Waldeck Rochet évoque ce père comme ayant été l'un des acteurs de sa formation, en l'écoutant, enfant, défendre ses opinions dans les discussions avec les clients de son auberge.
En 1917, il obtient le certificat d'études primaires et va travailler comme ouvrier (les recensements écrivent « domestique »), « jardinier » ou maraîcher pour divers petits patrons des villages environnants, en particulier à Branges, où le recensement de la population de 1926 l'enregistre. C'est dans cette période, avant son service militaire, qu'il adhère aux Jeunesses communistes, en 1923, et au Parti communiste français en 1924. Son service militaire qu'il accomplit en 1926-1927 est émaillé de sanctions à son égard, en raison de son action « antimilitariste » (plus simplement politique) auprès de ses camarades de caserne et lors de ses permissions.

### Militant et responsable régional

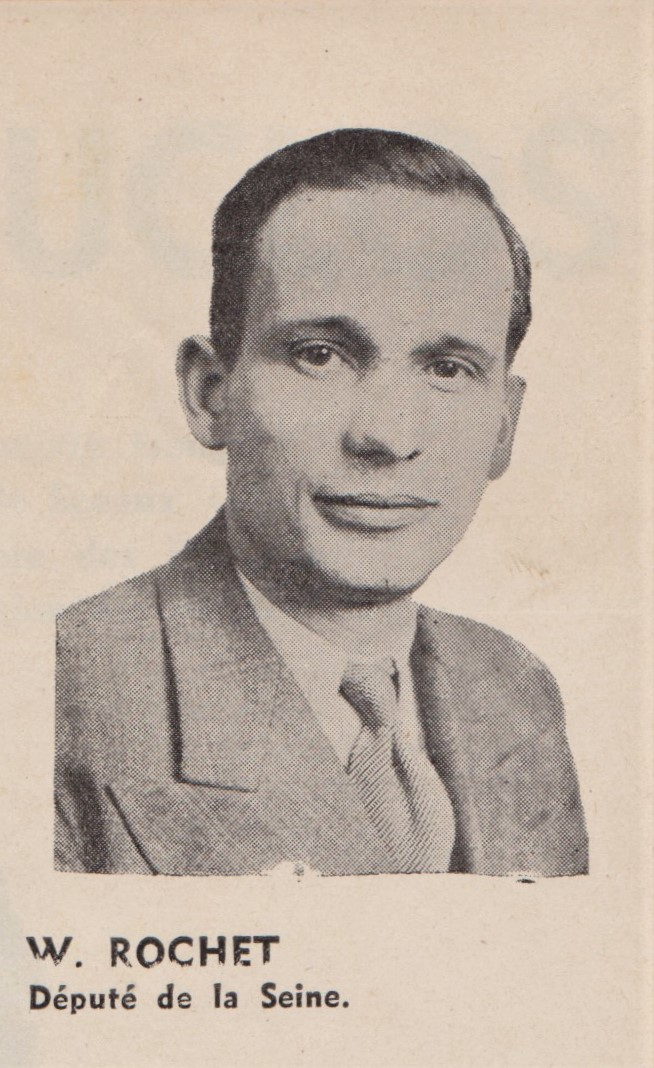
Waldeck Rochet, élu député de la Seine en 1936.

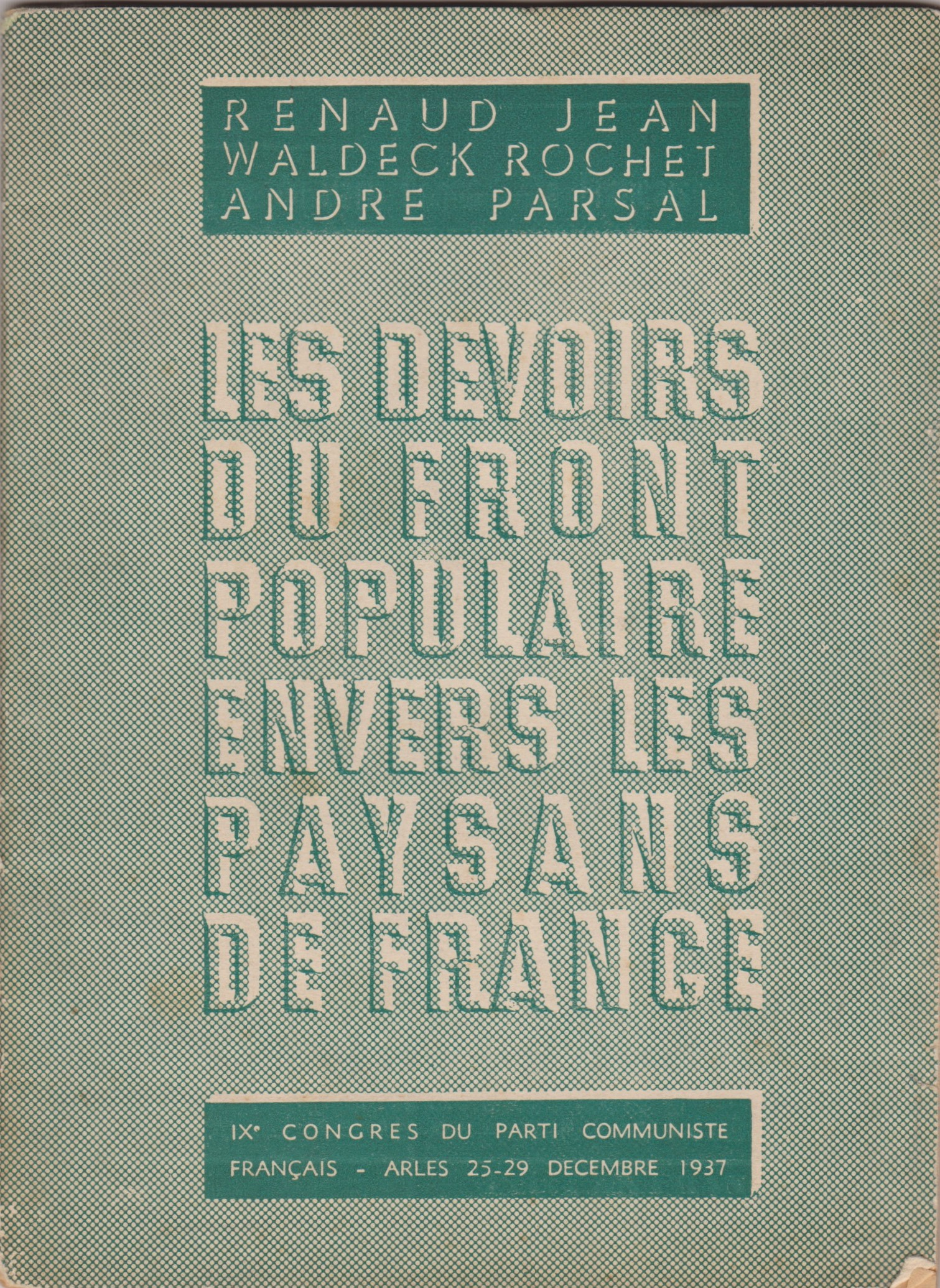
« Les devoirs du Front populaire envers les paysans de France », par Renaud Jean, André Parsal et Waldeck Rochet.

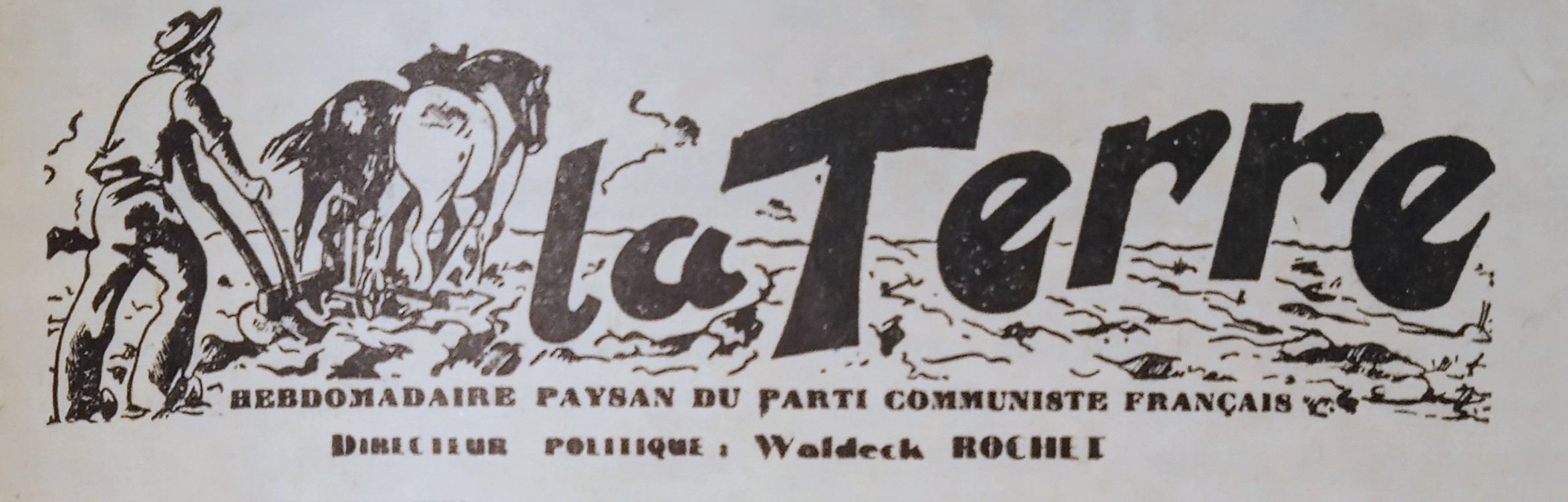
Frontispice (1945) de l'hebdomadaire paysan du PCF, La Terre dirigé par Waldeck Rochet.

À son retour de l'armée, selon ses biographes, il s'établit maraîcher à son compte sur un lopin de terre qu'il achète. Mais son activité politique va croissant avec la tenue de réunions, la prise de responsabilités. En 1928 il est présenté aux élections cantonales à Pierre-de-Bresse, et anime la campagne électorale du Parti communiste en ces terres de Bresse, qu'il quitte en 1930 pour le secrétariat régional (permanent) de la région lyonnaise du PCF.
En 1931, il est sélectionné pour suivre les cours de formation politique à l'école de l'Internationale Communiste de Moscou. De retour en Lyonnais en 1932, il est candidat député aux élections législatives de mai 1932 en Saône-et-Loire, dans la deuxième circonscription de l'arrondissement de Charolles qui couvre les cantons de Bourbon-Lancy, Digoin, Gueugnon, La Guiche, Palinges, Paray-le-Monial, Toulon-sur-Arroux. Il obtient 1 478 suffrages au premier tour, soit 9,6 % des exprimés (mais son score est inférieur de 800 voix à celui réalisé en 1928 par le candidat communiste) et, suivant les ordres de la direction de son parti, se maintient au second tour, suivi par 394 électeurs. Au début de l'année 1934, il quitte le secrétariat régional du Parti communiste français à Lyon, pour « monter » à Paris à la demande de Maurice Thorez.

### Dirigeant national paysan
En 1934 se joue pour près de trois décennies le destin politique de celui qui est présenté (à juste titre) comme maraîcher bressan, petit paysan travailleur bourguignon, produit authentique des terroirs français. En effet il devient l'adjoint du spécialiste agricole du Parti communiste depuis 1921, Renaud Jean. Celui-ci anime une organisation de « masse », la Confédération générale des paysans-travailleurs (CGPT) et est l'un des rares élus du PC à avoir survécu à la déroute électorale des élections de 1932, dans son « fief » électoral du Lot-et-Garonne. Il est cependant considéré comme peu sûr politiquement, rétif aux sinuosités des lignes politiques successives dictées depuis Moscou. Promu au Comité central du Parti au début de l'année 1936, Waldeck Rochet développe la section agraire de son parti, dont il devient le responsable. Les élections de la victoire du Front populaire font du rural maraîcher un député du département le plus urbanisé de France, la Seine, où il est élu dans la circonscription de Colombes-Nanterre (12e circonscription de l'arrondissement de Saint-Denis) à la Chambre des députés, le 3 mai 1936. Quant à Renaud Jean, réélu dès le premier tour à Marmande, il devient le président de la Commission de l'Agriculture à la Chambre des députés. Dès lors Waldeck Rochet a la direction complète du secteur agraire et réalise son « grand œuvre » : il fonde le journal La Terre en janvier 1937. Il favorise ainsi le rapprochement entre communistes des régions rurales et urbaines, entre communisme ouvrier et traditions de lutte de la petite paysannerie parcellaire.
La Terre, dont le tirage est de 30 000 exemplaires en 1938, devient après la Seconde Guerre mondiale un hebdomadaire dont les tirages avoisinent les 300 000 en 1946, et atteignent encore les 180 000 à la fin des années 1960.
À cette activité éditoriale, et sa fonction de député, qu'il oriente principalement vers la législation agricole, s'ajoutent depuis son militantisme bourguignon ses responsabilités au sein de l'organisation spécifique au monde agricole, la Confédération générale des Paysans travailleurs, une sorte de « CGT paysanne ». En janvier 1937, le 3e congrès de cette organisation, tenu à Montluçon, annonce 250 participants délégués de cinquante départements. Waldeck Rochet en est élu membre du Bureau national. Il côtoie deux autres députés communistes paysans, Renaud Jean, déjà cité et le corrézien Marius Vazeilles. Il est réélu au secrétariat national de la CGTP lors du 4e congrès en mars 1939, à Brive. Cette activité de dirigeant du syndicalisme des agriculteurs se prolonge après la Libération : en 1945, il est l'un des fondateurs, avec le socialiste breton François Tanguy-Prigent, de la Confédération générale de l'agriculture (CGA) dont il est vice-président.

### Vers le secrétariat général du Parti communiste
Comme la majorité des 73 députés communistes siégeant en 1939, il refuse de condamner le Pacte germano-soviétique signé durant l'été. Après la dissolution du PCF, le 26 septembre 1939, il est incarcéré à la prison de la Santé, puis à Niort, Tarbes, Le Puy-en-Velay et, fin mars 1941, au fort Saint-Nicolas à Marseille, pour être finalement déporté au pénitencier de Maison-Carrée en Algérie, avec 26 de ses camarades ex-députés.
Libéré par les Alliés le 5 février 1943, il participe à la résistance communiste locale et à l'organisation régionale du PCF à Alger. En octobre 1943, il rejoint Londres pour représenter le PCF auprès du CFLN. Il est membre de l'Assemblée consultative provisoire à Alger puis à Paris qu'il rejoint en août 1944. Il y représente la CGPT et les CDAP (Comités de défense et d'action paysanne).
Lors du Xe congrès du Parti communiste français, en juin 1945, il entre au Bureau politique, qui le présente « tête de liste » aux élections législatives d'octobre 1945 dans le département de Saône-et-Loire. Fort de ses origines locales, de la place éminente qu'il occupe dans la Confédération générale de l'agriculture, et du rôle tenu par les communistes dans la Résistance dans le département, il est élu député, aux deux Assemblées constituantes, puis à la Chambre des députés jusqu'en 1958. Le Parti communiste qui rassemblait 12 % des suffrages aux élections législatives de 1936 en Saône-et-Loire, obtient en octobre 1945 plus de 77 000 voix, soit 31,6 % des suffrages exprimés.

« Il exerce avec son collègue Rémy Boutavant une présence intense pendant la période délicate de la Guerre froide (...). On note à travers la presse locale, même si elle ne lui est pas favorable, la participation de Waldeck Rochet, assidu dans la plupart des manifestations du département et des débats publics, toujours plein de convictions. »

— Alain Monnet,  La Saône-et-Loire sous la Quatrième République 1946 - 1958, Le Creusot, 2010, p. 103.
Il préside de 1946 à 1947 la Commission de l'Agriculture et durant toute la Quatrième République il intervient fréquemment dans ce domaine.
À l'avènement de la Ve République, qui établit un redécoupage électoral peu favorable à une élection d'un député communiste en Saône-et-Loire, il change de circonscription et représente la Seine puis la Seine-Saint-Denis où il est élu dans la circonscription d'Aubervilliers - Stains - La Courneuve de 1958 jusqu'en 1973. Il préside le groupe communiste de l'Assemblée nationale (1962-1964). Son parcours s'accélère. Lors du XVe congrès du parti, en 1959, il est élu au secrétariat du comité central. Il apparaît comme numéro trois du PCF après Maurice Thorez et Jacques Duclos. En mai 1961, le XVIe congrès le propulse secrétaire général adjoint. De plus, l'élimination des instances dirigeantes de Laurent Casanova et de Marcel Servin, l'âge et le relatif effacement de Jacques Duclos, concourent à l'introniser sans rival et officiellement comme le successeur désigné de Maurice Thorez. Le congrès suivant, en mai 1964, le fait accéder à la fonction de secrétaire général. Maurice Thorez, nommé président du Parti, meurt durant l'été 64. Waldeck Rochet est bien le « numéro un » du PCF.

### Secrétaire général (1964-1969)

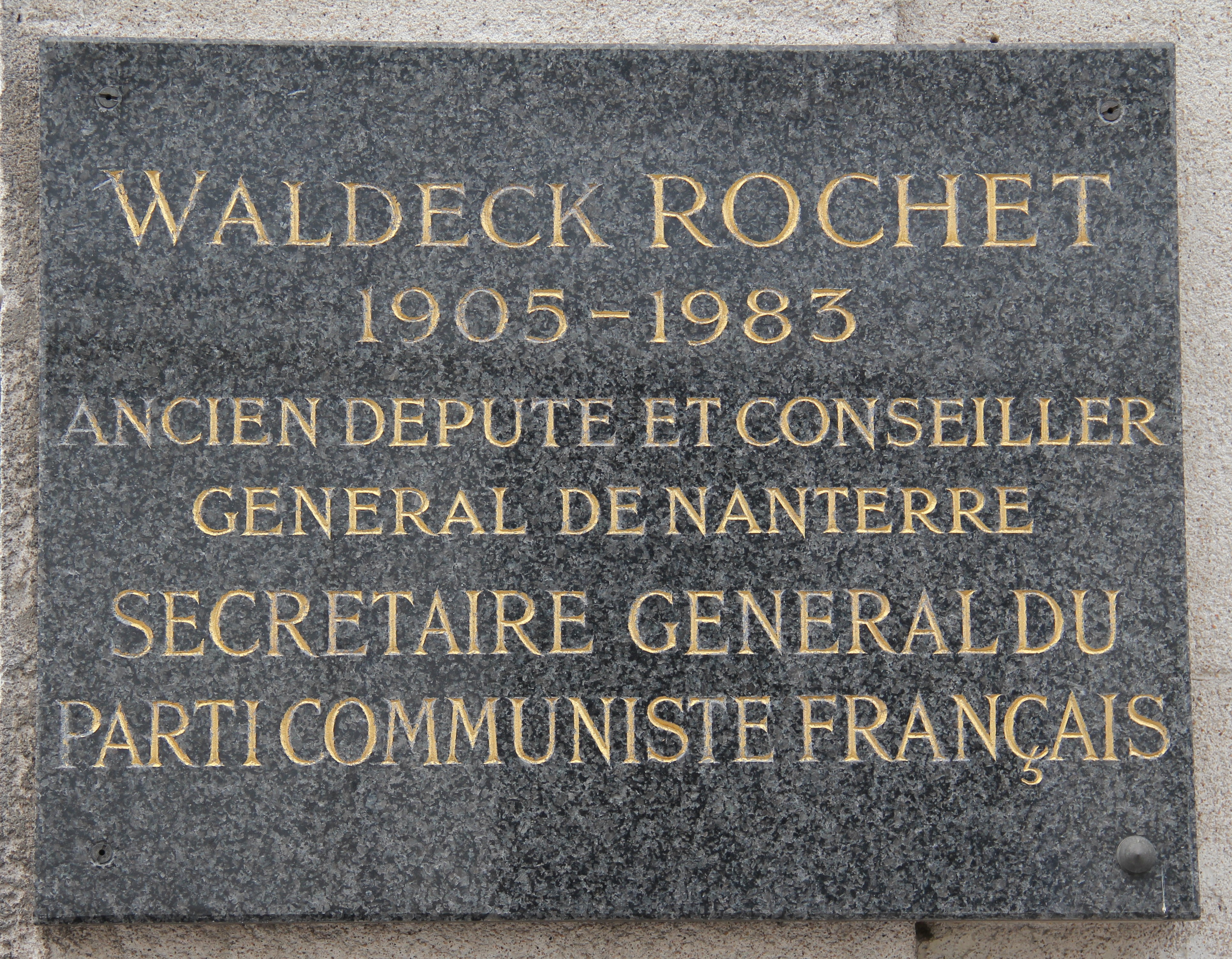
Plaque à Nanterre.

Le moment où il devient secrétaire général est marqué d'événements contradictoires. Lors des élections législatives de 1962, le score électoral des communistes est remonté. De 18,9 % en 1958, il s'établit à 21,8 % en 1962. En mars 1967, il monte à 22,4 %. Le mouvement social reprend plus de vigueur en 1963, avec la grève des mineurs. En janvier 1966, l'accord entre la CGT et la CFDT « dope » les revendications et les luttes. Mais sur le plan international en octobre 1964, la destitution en Union soviétique de l'artisan de la déstalinisation Nikita Khrouchtchev prive Waldeck Rochet d'un soutien important.
Favorable à l'union de la gauche, Waldeck Rochet apporte à François Mitterrand le soutien communiste dans sa candidature présidentielle en 1965, dès le premier tour. Il s'efforce de rajeunir et de réorganiser le parti tout en observant une stricte orthodoxie. Ainsi, la crise qui s'était nouée dès 1961 entre la direction du Parti et les jeunes de l’Union des étudiants communistes (UEC) est résolue par un alignement de celle-ci, au risque d'une fracture avec les jeunes intellectuels. Pourtant en 1966, lors d'une réunion du Comité central à Argenteuil, un signal inverse (liberté de création, pluralité des débats internes) est donné aux intellectuels. En 1966 encore, la condamnation publique par l'écrivain Louis Aragon des procès d'opposants en URSS est interprétée comme une ouverture importante par rapport aux attitudes antérieures du PCF. Le secrétaire général est apprécié pour la modestie de son train de vie, des connaissances philosophiques nourries de nombreuses lectures, et un abord dénué de formalisme.
Il est confronté aux événements de mai 1968, condamne les gauchistes, mais fait adopter en décembre 1968 un « manifeste » (dit « de Champigny ») qui norme la politique des communistes en France, sur la voie démocratique vers le socialisme. En août 1968, il doit faire face à l'intervention soviétique en Tchécoslovaquie qu'il désapprouve. Partisan modéré d'une réforme du PCF sur le modèle du Parti communiste italien, il est étroitement surveillé par son aile orthodoxe et ne dispose pas d'une réelle marge de manœuvre selon le témoignage et l'analyse de Philippe Robrieux.

### Maladie et mort

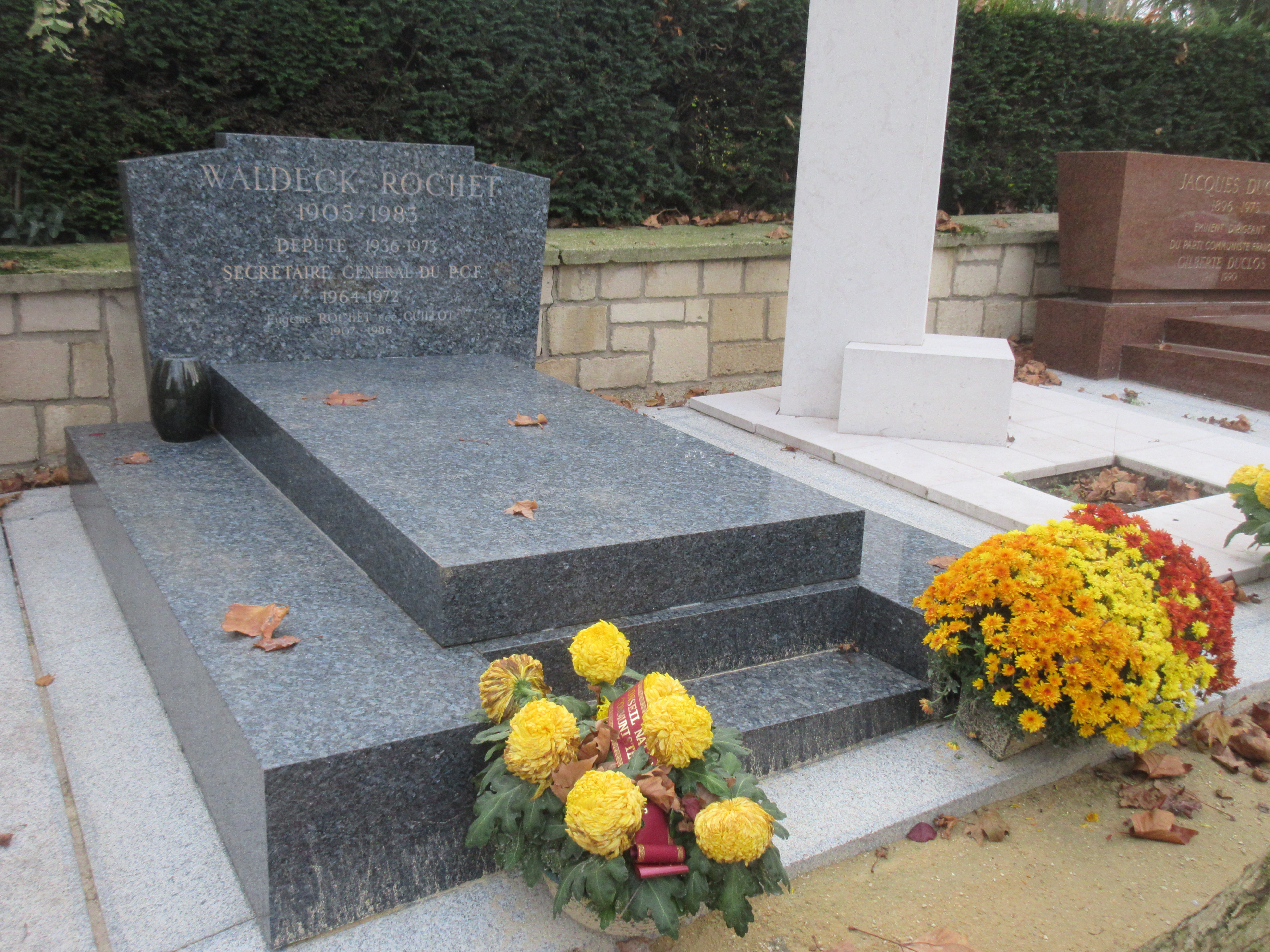
Vue de la sépulture au Père-Lachaise.

Peu après un voyage en URSS en juin 1969, il présente les premiers symptômes de la maladie de Parkinson. Louis Aragon dit à ce sujet : « Je lui avais bien dit de ne pas aller à Moscou. Je l'avais prévenu, je savais qu'il n'en reviendrait pas vivant ». Il est remplacé à la direction du PCF par Georges Marchais en 1972 et devient président d'honneur du parti jusqu'en 1979.
Il meurt le 15 février 1983 et est inhumé au cimetière du Père-Lachaise (97e division).
Son épouse, Eugénie Guillot, originaire du même terroir de Saône-et-Loire, meurt le 21 janvier 1986,. Le couple, marié en 1936, eut trois enfants, nés en 1935, 1936 et 1938.
En 2005, le centième anniversaire de sa naissance réunit plus de quatre cents personnes à Branges (Bresse), dont de nombreuses personnalités de la Résistance, plusieurs anciens ministres, ainsi que le directeur du quotidien communiste L'Humanité.
Il fait partie de la génération durant laquelle le PCF recueillait 20 % à 25 % des voix des Français.

## Détail des mandats et fonctions

### À l’Assemblée nationale
- 1936-1940 : député de la Seine
- 1945-1958 : député de Saône-et-Loire
- 1958-1967 : député de la Seine
- 1967-1973 : député de la Seine-Saint-Denis

### Au niveau local
- 1935-1937 : conseiller général de la Seine

### Au sein du PCF
- 1936-1983 : membre du comité central
- 1959-1961 : secrétaire du comité central
- 1961-1964 : secrétaire général adjoint
- 1964-1972 : secrétaire général
- 1972-1979 : président d'honneur

## Œuvres
Liste non exhaustive
- Où en est l'agriculture soviétique, impressions et notes de voyage d'une délégation paysanne en U.R.S.S., Paris : Parti communiste français, [s. d.]. 48 p.
- Vers l'émancipation paysanne, Paris : Éditions sociales, 1952. 304 p.
- Qu'est-ce que la philosophie marxiste ?, Paris : Éditions sociales, 1962. 80 p.
- L'Avenir démocratique de la France, incluant des articles d'Étienne Fajon, Paris : Parti communiste français, 1962. 63 p.
- Ceux de la terre, Paris : Éditions sociales, 1963. 371 p.
- Qu'est-ce qu'un révolutionnaire dans la France de notre temps ?, Paris : Éditions sociales, 1967. 63 p.
- Les Enseignements de mai-juin 1968, Paris : Éditions sociales, 1968. 95 p.
- L'Avenir du Parti communiste français, Paris : Bernard Grasset, 1969. 189 p.
- Écrits politiques : 1956-1969, préface de Georges Marchais, Paris : Éditions sociales, 1976. 303 p.  (ISBN 2-209-05199-1)

## Mémoire et hommages

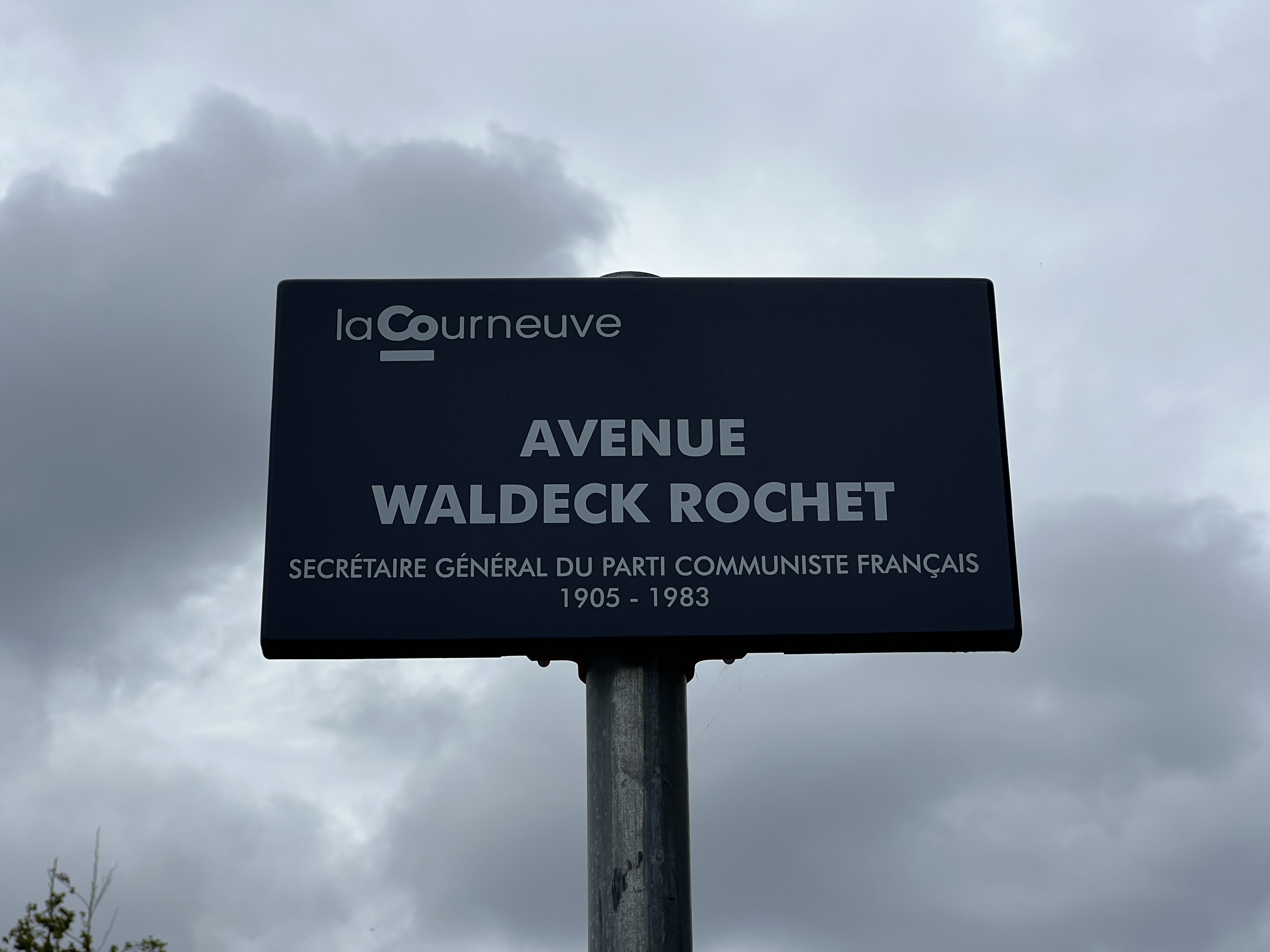
Plaque de l'avenue Waldeck Rochet, La Courneuve.

Durant l'automne 2005, l'Écomusée de la Bresse bourguignonne, à Pierre-de-Bresse a organisé une exposition consacrée au dirigeant politique, natif du pays cent ans plus tôt.
Trois communes de la banlieue parisienne ont donné son nom à une rue ou une avenue : Nanterre (Hauts-de-Seine), dont il fut député en 1936, Aubervilliers et La Courneuve (Seine-Saint-Denis), où il fut élu député à partir de 1958.
Deux communes de son département natal, la Saône-et-Loire ont fait de même : Gueugnon et Saint-Vallier.
Une rue à Terre Sainte, commune de Saint-Pierre de la Réunion porte son nom également (Chemin Waldeck Rochet).